# 卡瓦莱尔莱奥内
卡瓦莱尔莱奥内（義大利語：Cavallerleone），是意大利库内奥省的一个市镇。总面积16平方公里，人口662人，人口密度41.4人/平方公里（2009年）。ISTAT代码为004058。